# Резия
Рѐзия (на италиански: Resia; на словенски: Rezija, Резия, на фриулски: Resie, Резие) е община в Северна Италия, провинция Удине, автономен регион Фриули-Венеция Джулия. Разположена е на 492 m надморска височина. Населението на общината е 1101 души (към 2010 г.).
Административен център е село Прато ди Резия (на италиански: Prato di Resia; на словенски: Ravanca, Раванца). В общинската територия се говори особен диалект на словенския език, който има официален статус на общинско ниво.